# Gebrüder Steininger
Die Gebrüder Steininger führten nach dem Tod ihres Vaters Josef Steininger dessen Betrieb als Orgelbauer unter dem Namen „Gebrüder Steininger“ ab 1921 weiter.

## Leben
Johann Steininger (* 11. Dezember 1879 in Taufkirchen an der Trattnach; † 31. Dezember 1936 ebenda) und Karl Steininger (* 28. Dezember 1880 in Taufkirchen; † 25. Jänner 1963 ebenda) erlernten als Söhne von Josef Steininger im väterlichen Betrieb das Orgelbauhandwerk.
Ihre Orgeln weisen im Gegensatz zu den Instrumenten des Vaters Josef Steininger romantische Dispositionen auf, während die Bauweise als Orgeln mit mechanischer Traktur beibehalten wurde. Nach dem Tod von Johann Steininger führte dessen Bruder Karl den Betrieb bis in die 1950er-Jahre weiter.

## Werkliste
| Jahr | Ort                          | Gebäude                                  | Bild | Manuale | Register | Bemerkungen                            |
| ---- | ---------------------------- | ---------------------------------------- | ---- | ------- | -------- | -------------------------------------- |
| 1926 | St. Georgen bei Grieskirchen | Pfarrkirche St. Georgen bei Grieskirchen |      | II/P    | 10       |                                        |
| 1931 | Schardenberg                 | Pfarrkirche Schardenberg                 |      | II/P    | 19       |                                        |
| 1937 | Pasching                     | Alte Pfarrkirche Pasching                |      |         |          | Umbau, teilweise erhalten, stillgelegt |
| 1944 | Roitham am Traunfall         | Pfarrkirche Roitham am Traunfall         |      |         |          | Umbaumaßnahmen getätigt                |